# Heydenia unica
Heydenia unica is een vliesvleugelig insect uit de familie Pteromalidae. De wetenschappelijke naam is voor het eerst geldig gepubliceerd in 1891 door Cook & Davis.